# 謝杏芳
謝 杏芳（しゃ きょうほう、シェ－・シンファン、Xie Xingfang、1981年1月8日 -）は中華人民共和国の女子バドミントン選手。2005年および2006年世界選手権金メダリスト。2008年北京オリンピック銀メダリスト。夫はオリンピック金メダリストの林丹。

## 経歴

### 現役時
広東省広州市出身。1988年、広州市体育運動学校に入学。1995年2月、広州市のバドミントンチームに入る。1997年11月、ジュニア中国代表チームに選出される。当初はダブルス選手として頭角をあらわし、1998年の世界ジュニアバドミントン選手権大会女子ダブルスで張潔雯とペアを組んで金メダル、混合ダブルスで蔡贇とペアを組んで銅メダルを獲得。同年10月に中国代表チームに選出される。
1999年、18歳で香港オープン女子シングルスで優勝。翌2000年のアジアバドミントン選手権大会でも金メダル獲得。2002年は中国オープン、デンマークオープン、シンガポールオープン、マレーシアオープンでベスト4。2003年はヨネックスオープンジャパンと全英オープンで準優勝し、インドネシアオープンで優勝。2004年アテネオリンピック中国代表の座には届かなかったが、同年の中国、インドネシア、ドイツ、デンマークオープンで優勝。また中国代表チームの一員としてユーバー杯で優勝（2006年、2008年にも優勝）。
2005年、世界バドミントン選手権大会決勝でアテネオリンピック金メダリストの張寧を2-1（11-8、9-11、11-3）で破り、金メダルを獲得する。翌2006年の世界選手権では連覇を達成し、男子シングルスの林丹と同時に世界チャンピオンとなる。全英オープンでも2005年の初優勝を皮切りに2007年まで3連覇を達成した。
2008年北京オリンピックに出場し、決勝戦で張寧に1-2（12-21、21-10、18-21）で敗れて銀メダルを獲得。翌2009年の世界選手権とアジア選手権で銀メダルを獲得した後、10月の中華人民共和国全国運動会出場を最後に現役を引退。11月、チームメイトの趙婷婷と一緒に上海市で引退式が行われ、その場で中国代表コーチの李永波より功労賞が贈られた。

### 引退後
2010年、広州アジア大会では組織委員会ボランティア部の副主任を務めた。12月13日、林丹と広州海珠区民政局を訪れ婚姻届を提出した。